# محمد فتاتة
محمد فتاتة: هو أبو عبد الله محمد فتاتة: ولد بتونس العاصمة وتوفي بها عام 1115هـ/ 1703-1704، مدرس وفقيه ومفتي مالكي تونسي من القرن السابع عشر للميلاد.

## حياته
حفظ محمد فتاتة القرآن الكريم ودرس على عدد من شيوخ عصره بمدينة تونس ومن أبرزهم تاج العارفين البكري. وقد تضلع في علوم عصره كالفقه والنحو والأدب بالإضافة إلى التفسير والحديث. ثم تولى التدريس بجامع الزيتونة أهم مركز تعليمي وثقافي وديني بالعاصمة التونسية، كما كلف بالإفتاء على المذهب المالكي وقد تولى هذا المنصب وبقي فيه مدة إحدى وثلاثين سنة كاملة. وفي هذا الإطار اعتبر الطاهر المعموري أن الشيخ محمد فتاتة أعاد للإفتاء المالكي مكانته في العهد المرادي ، رغم أن المذهب الرسمي للدولة آنذاك هو المذب الحنفي. كما اعتبره المعموري عميد عائلة فتاتة، حيث لم يكن في عائلته الوحيد ممن بلغ مبلغه في المكانة العلمية والدينية، إذ برز في حياته إلى جانبه ابنه وتلميذه محمد حمودة فتاتة الذي ترجم له أيضا حسين خوجة ويقول عنه إنه برع في الفقه والنحو وعلم الكلام والتفسير والحديث وتصدر للتدريس بجامع الزيتونة  مثل أبيه وقد قتله رمضان باي في حياة والده  وكان ذلك عام 1109هـ/ 1697-1698.

## من تلاميذه
عدد المؤرخ حسين خوجة في كتابه ذيل البشائر حوالي 15 من الأعلام الذين درسوا على يدي الشيخ محمد فتاتة، ومن بينهم ابنه محمد حمودة المذكور أعلاه، وكذا عدد آخر من المدرسين والفقهاء من بينهم:
- أحمد الصدام القيرواني؛
- محمد بوراس القيرواني؛
- سعيد الشريف الطرابلسي ؛
- قاسم الغماد ؛
- أحمد بن مصطفى برناز.

## آثاره
كتب الشيخ محمد فتاتة الشعر، ومن أشعاره رثاؤه لابنه عند مقتله من قبل رمضان باي، ويقول عنه حسين خوجة في هذا المجال بأنه كان ينشد الشعر الرائق، ورغم أنه تولى الإفتاء فإنه لم يؤلف كتبا ولا جمع فتاويه على غرار آخرين مثل البرزلي، وإنما اكتفى بإكمال شرح الدرة البيضاء للشيخ الأخضري في الحساب والفرائض، حسب ما يقول معاصره ومترجمه حسين خوجة.

## إشارات مرجعية
1. ↑  حسين خوجة، ذيل بشائر أهل الإيمان بفتوحات آل عثمان، تحقيق وتقديم الطاهر المعموري، تونس 1975، ص 198
2. 1 2  المصدر نفسه، ص 199
3. 1 2  المصدر نفسه، ص 40
4. ↑  المصدر نفسه ص 193
5. ↑  المصدر نفسه، ص 193

هـ